# Franz Xaver von Neveu

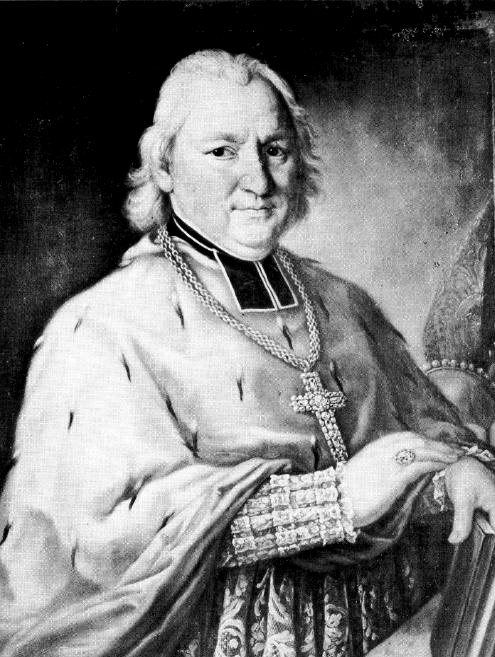
Fürstbischof Franz Xaver von Neveu

Franz Xaver von Neveu (* 26. Februar 1749 in Schloss Birseck; † 23. August 1828 in Offenburg) war 1794–1803 der letzte Fürstbischof von Basel. Nachdem er zwischen 1803 und 1828 noch als geistliches Oberhaupt der alten Diözese Basel waltete, wurde er 1828 noch der erste Bischof des neu konstituierten schweizerischen Bistums Basel. 

## Leben

### Herkunft

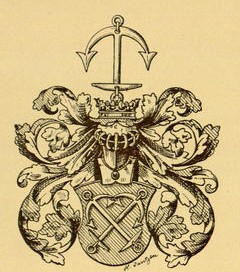
Wappen der Freiherren von Neveu

Franz Xaver von Neveu wurde als dritter Sohn des fürstbischöflichen Obervogts im Birseck, Franz Karl Ignaz Freiherr von Neveu, und der Maria Sophia Reuttner von Weyl geboren. 
Die Familie von Neveu stammt aus der französischen Region Anjou. Ein Vorfahr kam während des Dreißigjährigen Krieges als Offizier in zunächst schwedischen Diensten nach Deutschland. Nachdem er die Fronten wechselte, erhielt er 1650 von Erzherzog Ferdinand die Landvogtei Ortenau.

### Ausbildung
Franz Xaver wuchs in Pruntrut auf, wo er zunächst als Page am fürstbischöflichen Hof weilte und 1762–1769 das Jesuitenkolleg und das Priesterseminar besuchte. 1769 begann er seine Studien an der Universität in Straßburg, wo er 1777 zum Priester geweiht wurde. Kurz zuvor hatte ihm sein Onkel, Franz Joseph Freiherr von Neveu, die Stelle des Pfarr-Rektors von Heiligkreuz in Offenburg übertragen, die der Onkel zuvor selbst innehatte.

### Domherr und Bischof
Nachdem Franz Xaver mit Unterstützung seines älteren Bruders bereits 1789 als Domizellar in das Basler Domkapitel aufgenommen worden war, erhielt er am 28. Januar 1792 – wenige Monate vor dem Einmarsch französischer Truppen in das Fürstbistum – Sitz und Stimme im Domkapitel. 
Nachdem Fürstbischof Sigismund von Roggenbach am 9. März 1794 im Konstanzer Exil verstarb, trat das 1793 von Arlesheim nach Freiburg im Breisgau geflüchtete Domkapitel im April zusammen. Nachdem die älteren Domherren von Ligerz und von Andlau die angetragene Wahl aufgrund der desolaten Lage des Fürstbistums abgelehnt hatten, erhielt Franz Xaver die Zustimmung der reichstreuen und der elsässischen Partei im Domkapitel und wurde am 2. Juni 1794 zum Bischof und Fürst des Bistums Basel gewählt. Die römische Kurie und die Regierung von Vorderösterreich waren mit der Wahl des als schwach eingeschätzten von Neveu nicht zufrieden – er wurde jedoch am 12. September 1794 auch vom Papst bestätigt.

#### Fürst ohne Land

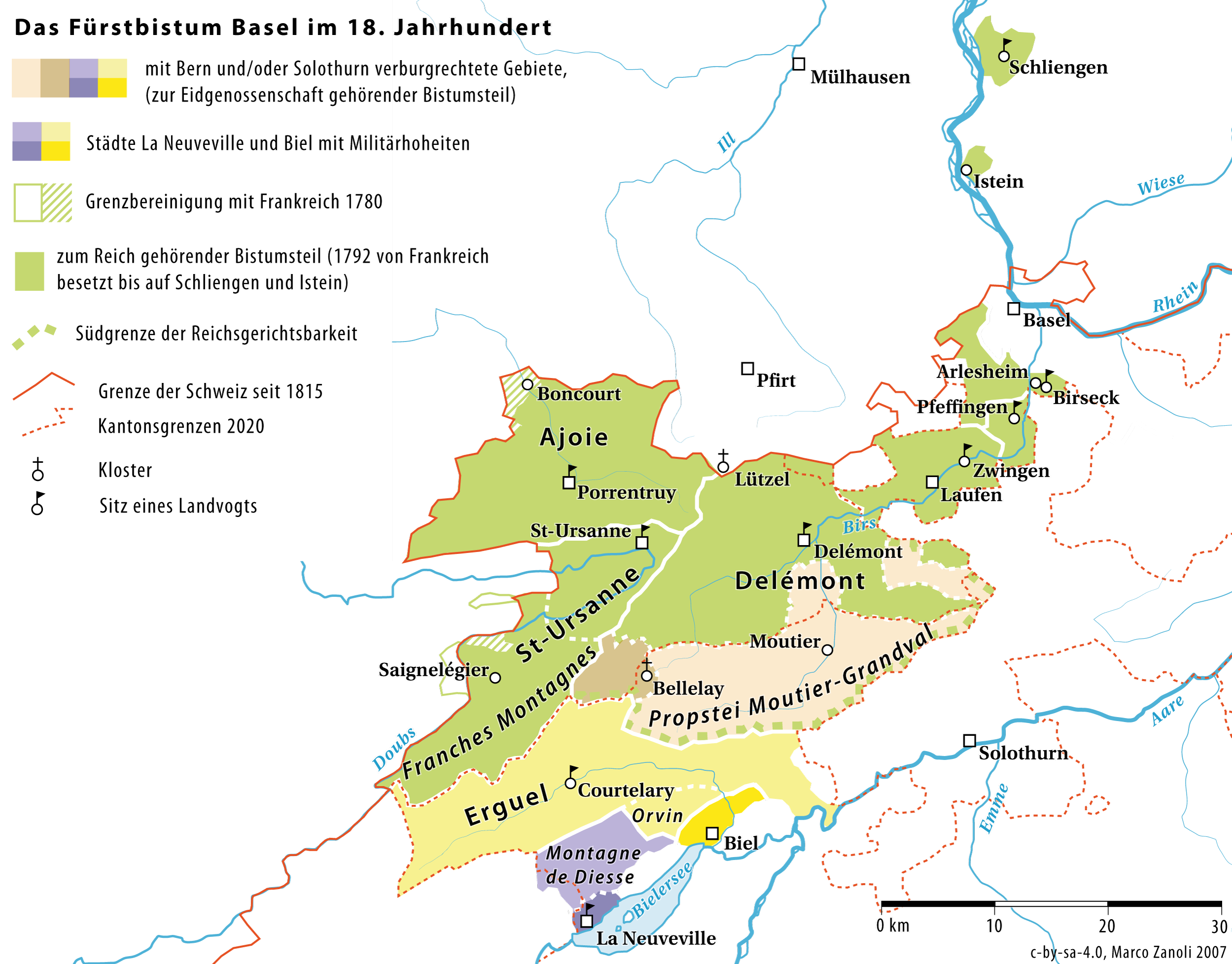
Fürstbistum Basel

Franz Xaver war nun formal Reichsfürst mit Sitz und Stimme im Reichstag, doch de facto war er ein Fürst ohne Land. Zu Beginn hatte er noch Einkünfte aus den zur Eidgenossenschaft zählenden – und damit im Reichskrieg mit Frankreich neutralen – Gebieten
- Abtei Bellelay
- Propstei Moutier-Grandval
- Herrschaft Erguel
- Herrschaft Orvin
- Herrschaft Tessenberg
- Biel
- La Neuveville

sowie die rechtsrheinische 
- Landvogtei Schliengen

Mit dem Frieden von Campo Formio erhielt Frankreich jedoch freie Hand in der Schweiz und bereits am 14. Dezember 1797 marschierten die französischen Truppen im Süden des Fürstbistums ein.

## Bibliothek
Die Reste seiner Büchersammlung aus dem Besitz seiner Familie zu Durbach wurden 2021 vom Auktionshaus Kaupp im Einzelverkauf angeboten.